# Transferencia (psicoanálisis)
La transferencia es un concepto del psicoanálisis que designa tres aspectos muy relacionados pero diferenciables:
1. La función psíquica mediante la cual un sujeto transfiere inconscientemente y revive, en sus vínculos nuevos, sus antiguos sentimientos, afectos, expectativas o deseos infantiles reprimidos, hacia otra persona.
2. Específicamente, la herramienta fundamental con la que cuenta el analista (S. Freud, 1915), condición necesaria, para poder conducir el tratamiento.
3. La neurosis de transferencia, descrita por Freud como momento prínceps del tratamiento, en la que todos los elementos de la neurosis son actuados en presencia del analista.

Se trata de afectos que habrán estado orientados originalmente hacia los padres, los hermanos u otras personas significativas en la infancia y que en la vida adulta mantienen su presencia y su efectividad psíquica, de modo que es posible transferirlos a escenarios actuales. Freud señala que este fenómeno ocurre de manera completamente espontánea en las relaciones entre seres humanos, pero cobran una relevancia especial en la relación analítica, convirtiéndose en su instrumento principal, para el cambio psíquico del analizante. Freud registró que sólo mediante la experiencia transferencial, en la actualidad del tratamiento, pueden ser vencidas las resistencias psíquicas del analizante, de manera de lograr que aquello reprimido o inconsciente, sea aceptado por el paciente, produciendo un cambio permanente en ese punto y su trama.  En la técnica de tratamiento psicoanalítico la relación entre el psicoanalista y el analizado, por las particularidades del encuadre analítico, la transferencia y el análisis de la forma específica en que se presenta, ocupa, entonces, un lugar central para la cura. J. Laplanche y J. B. Pontalis lo definen así:

(...) el proceso en virtud del cual los deseos inconscientes se actualizan sobre ciertos objetos, dentro de un determinado tipo de relación establecida con ellos y, de un modo especial, dentro de la relación analítica. Se trata de una repetición de prototipos infantiles, vivida con un marcado sentimiento de actualidad. Casi siempre, lo que los psicoanalistas denominan transferencia, sin otro calificativo, es la transferencia en la cura. La transferencia se reconoce clásicamente como el terreno en el que se desarrolla la problemática de una cura psicoanalítica, caracterizándose ésta por la instauración, modalidades, interpretación y resolución de la transferencia.
Jean Laplanche & Jean-Bertrand Pontalis. Diccionario de Psicoanálisis.

## Fundamentos
Al comienzo de la obra freudiana, la transferencia fue de "cargas" (Q) entre representaciones. El término transfert de Huckel fue tomado por Freud para la "transferencia de cargas de una parte del cuerpo a otra". A partir de allí, propuso la conversión, como la forma típica de la histeria para la reversión de las cargas hacia representaciones corporales. Esta época fue prepsicoanalítica, cuando Freud utilizaba, primero la hipnosis que más tarde se convirtió en el método catártico de Breuer. 
Fueron justamente los episodios que ocurrieron con la paciente denominada Anna O., a quien atendió Breuer, y los tratamientos de las pacientes histéricas que se registran en Estudios sobre la histeria los que empezaron a generar la hipótesis de que las transferencias eran "hacia la persona del médico". 
Fue por primera vez, en 1905, al analizar las causas del fracaso terapéutico del tratamiento psicoanalítico de Ida Bauer (Caso Dora), que Freud definió la transferencia en relación estrecha a la resistencia, efecto de las fuerzas antagónicas que se habían opuesto al avance de la terapia de su joven paciente.
El establecimiento de este lazo afectivo intenso es automático, inevitable e independiente de todo contexto de realidad. Freud pensó que ciertos sujetos, denominados narcisistas, no establecían relaciones trasferenciales, por lo que el psicoanálisis como técnica de tratamiento sería inadecuado o imposible en ellos. Más tarde esto se ha modificado, en parte, ya que ha quedado demostrado que los psicóticos pueden analizarse. Las estructuras perversas, en cambio, suelen no pedir tratamiento, a excepción de alguna fisura en la economía de su goce. En la lectura de Jacques Lacan, la "demanda de psicoanálisis" ya implica, en sí misma, una dimensión trasferencial: el paciente se dirige a alguien al que le supone un saber, si bien la transferencia -hablando estrictamente- implica no la 'suposición de un saber' sino de un 'sujeto al saber'.
A través de su análisis personal, el analista se posiciona en condiciones de reconocer sus transferencias (contratransferencia) de modo de no interferir con los contenidos psíquicos del analizado. Esta es además, una condición sine qua non para que el analista esté disponible y a la escucha de lo inconsciente.
Tipos de transferencia:
1. Transferencia positiva, que son los sentimientos amistosos y afectuosos hacia el analista. Freud señaló una diferencia entre una transferencia positiva débil, aquella que permite el avance del tratamiento; y otra "hiperintensa" o transferencia erotizada, que en los hechos, se comporta como negativa, ya que es sinónimo de resistencia, en cuanto se detienen las asociaciones del analizante.
2. Transferencia negativa, caracterizada por la expresión de sentimientos hostiles y de enojo. Lacan sostuvo que conviene una transferencia negativa suave para el mejor fluir del tratamiento.

Será Carl Gustav Jung quien, ante el hecho incontestable de la Transferencia, plantee a Freud la necesidad de que todo analista estuviese a su vez analizado, siendo por tanto el primero en introducirlo, tal y como él mismo lo contempla: «Reconociendo estos hechos, el propio Freud aceptó mi exigencia de que el médico sea analizado».